# 20 minutos

20 Minutos

20 minutos é um jornal espanhol de informação geral e de distribuição gratuita, pertencente ao Grupo 20 Minutos.
A redação possui sua sede em Madrid, o jornal é distribuído em todo o território espanhol. Possui ainda edições locais em quinze cidades espanholas, com publicação de segunda à sexta-feira.

## Histórico
20 minutos é um periódico de propriedade do Grupo 20 Minutos, fundado em Madrid em 1999 em conjunto com seu sócio majoritário Schibsted Media Group, grupo de comunicação de origem norueguesa que possui ações cotadas na Bolsa de Oslo e possui 7.200 empregados repartidos em 31 países.
A partir da expansão deste periódico gratuito, passaram a existir 15 edições regionais, que são editadas em Madrid, Barcelona, Sevilha, Zaragoza, Valência, Alicante, Málaga, Granada, Múrcia, Córdoba, Bilbao, Valladolid, Corunha, Vigo e Asturias, com uma tiragem conjunta actualmente de aproximadamente 700.000 exemplares diários.
Em 2005 lançou-se o 20minutos.es, a edição digital do jornal 20 minutos. A partir do mesmo ano, todo o trabalho do jornal (tanto em sua versão impressa quando a on-line) começou a ser distribuído em licença Creative Commons CC-BY-SA 2.1
Em dezembro de 2005, aos cinco anos de seu nascimento, o jornal alcançou o posto de diário mais lido na Espanha, segundo o Estudio General de Medios, posição que segue ocupando desde então, além de ter estabelecido o recorde absoluto de leitores de um diário na Espanha, com 2.911.000 de média diária.